# Фландрийский коричневый эль
Фламандский коричневый эль (англ. Flanders Brown Ale), также известен как старый эль (Oud Bruin) — стиль бельгийского пива. В соответствии с классификацией стилей пива, фландрийский коричневый эль — разновидность пивного стиля «кислый эль» (Sour Ale).
Фламандский коричневый эль появился в Восточной Фландрии в XVII веке, типичным примером является продукция пивоваренного завода Liefman. Он характеризуется длительной выдержкой, но не в дубовых бочках, и смешиванием выдержанных и молодых партий. Цвет от красновато-коричневого до коричневого. Вкус солодовый с фруктовым привкусом и нотками карамели. Аромат богатый и фруктовый с нотками изюма, чернослива, инжира, фиников, чёрной вишни и сливы. Изготавливается из пльзеньского солода и небольшого количества чёрного или поджаренного солода. Обычно используется континентальный или британский хмель. В процессе брожения и достижения окончательного вкуса участвуют дрожжевые культуры Saccharomyces и Lactobacillus и уксуснокислые бактерии. Содержание спирта 4,0-8,0 %.
Примеры торговых марок: Liefman’s Goudenband, Liefman’s Odnar, Liefman’s Oud Bruin, Ichtegem Old Brown.